# Sorbeoconcha
Ordre
Les Sorbeoconcha sont un ordre de mollusques prosobranches de la classe des gastéropodes, selon la classification de Bouchet & Rocroi, 2005.
La taxinomie des gastéropodes étant encore incomplètement comprise, cet ordre n'existe pas dans le World Register of Marine Species qui divise les gastéropodes en sept sous-classes. 

## Liste des familles
Selon Bouchet & Rocroi, 2005 :
- super-famille Campaniloidea
  - famille Ampullinidae Cossmann, 1919
  - famille Campanilidae Douvillé, 1904
  - famille Plesiotrochidae Houbrick, 1990
  - famille Trypanaxidae Gougerot & Le Renard, 1987 †
- super-famille Cerithioidea
  - famille Batillariidae Thiele, 1929
  - famille Cerithiidae Fleming, 1822
  - famille Dialidae Kay, 1979
  - famille Diastomatidae Cossmann, 1894
  - famille Litiopidae Gray, 1847
  - famille Melanopsidae H. Adams & A. Adams, 1854
  - famille Modulidae P. Fischer, 1884
  - famille Pachychilidae P. Fischer & Crosse, 1892
  - famille Paludomidae Stoliczka, 1868
  - famille Planaxidae Gray, 1850
  - famille Pleuroceridae P. Fischer, 1885 (1863)
  - famille Potamididae H. Adams & A. Adams, 1854
  - famille Procerithiidae Cossmann, 1906 †
  - famille Scaliolidae Jousseaume, 1912
  - famille Semisulcospiridae Morrison, 1952
  - famille Siliquariidae Anton, 1838
  - famille Thiaridae Gill, 1871 (1823)
  - famille Turritellidae Lovén, 1847 
  - Cerithioidea non assignés
- Hypsogastropoda non classés (= autres Caenogastropoda)

## Galerie

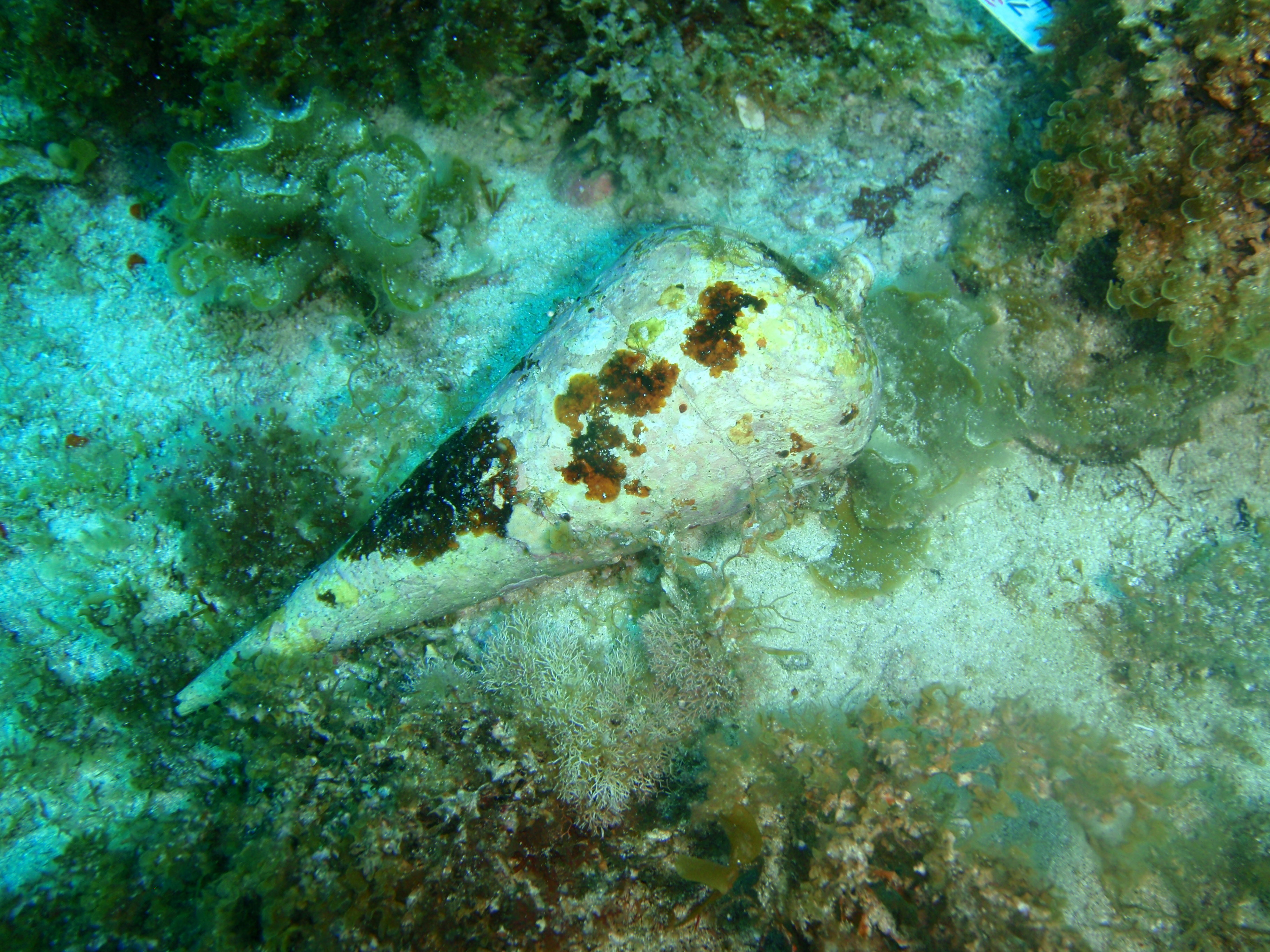
Campanile symbolicum (Campanilidae).
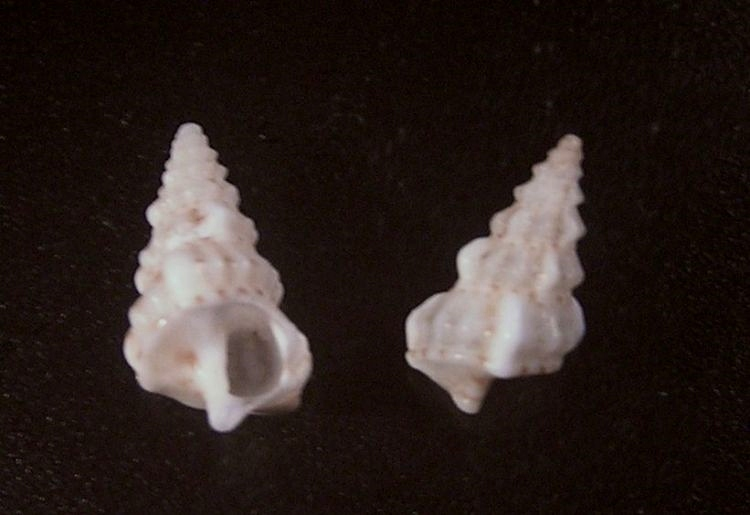
Plesiotrochus monachus (Plesiotrochidae).
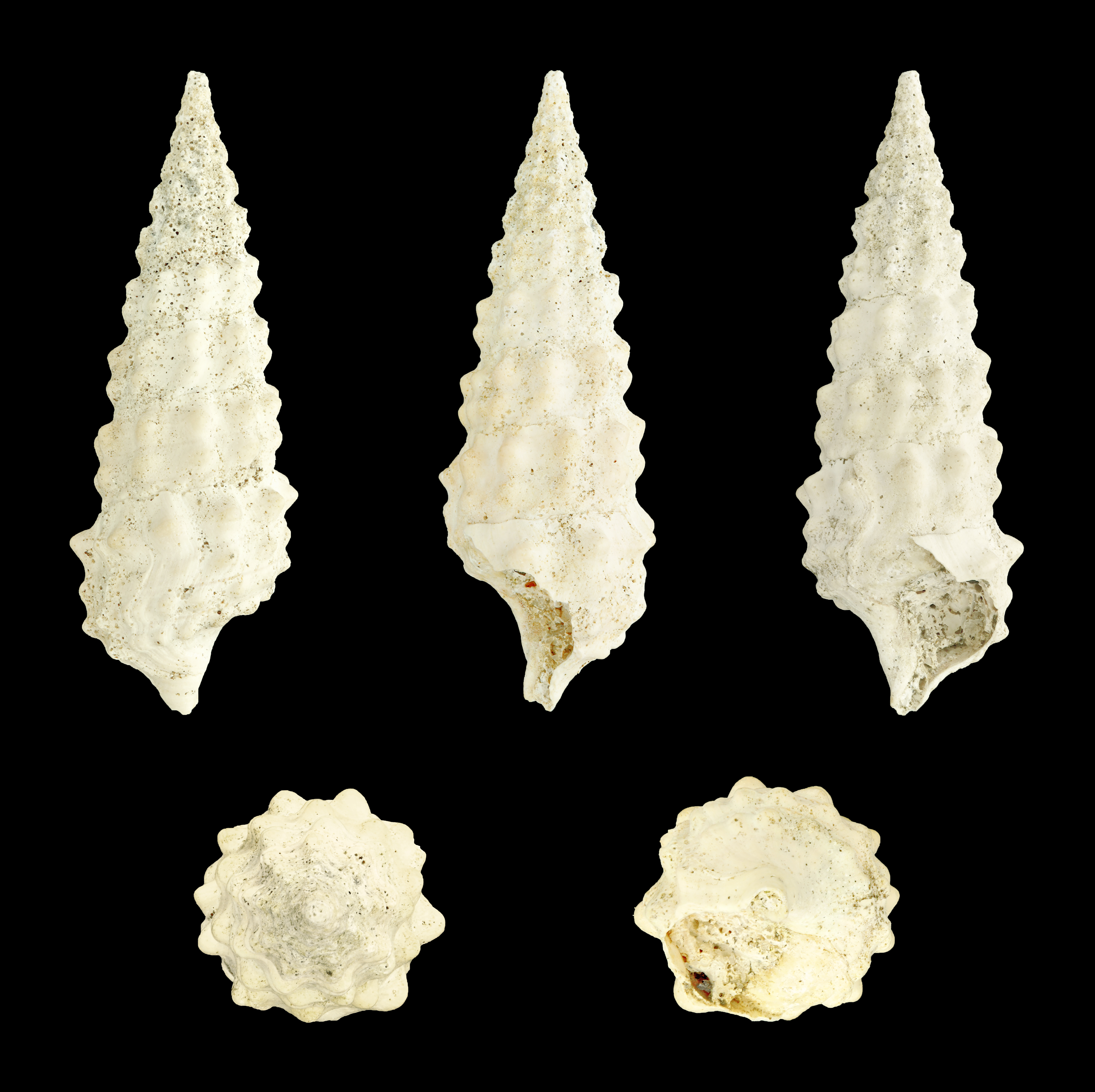
Batillaria pleurotomoides (Batillariidae).
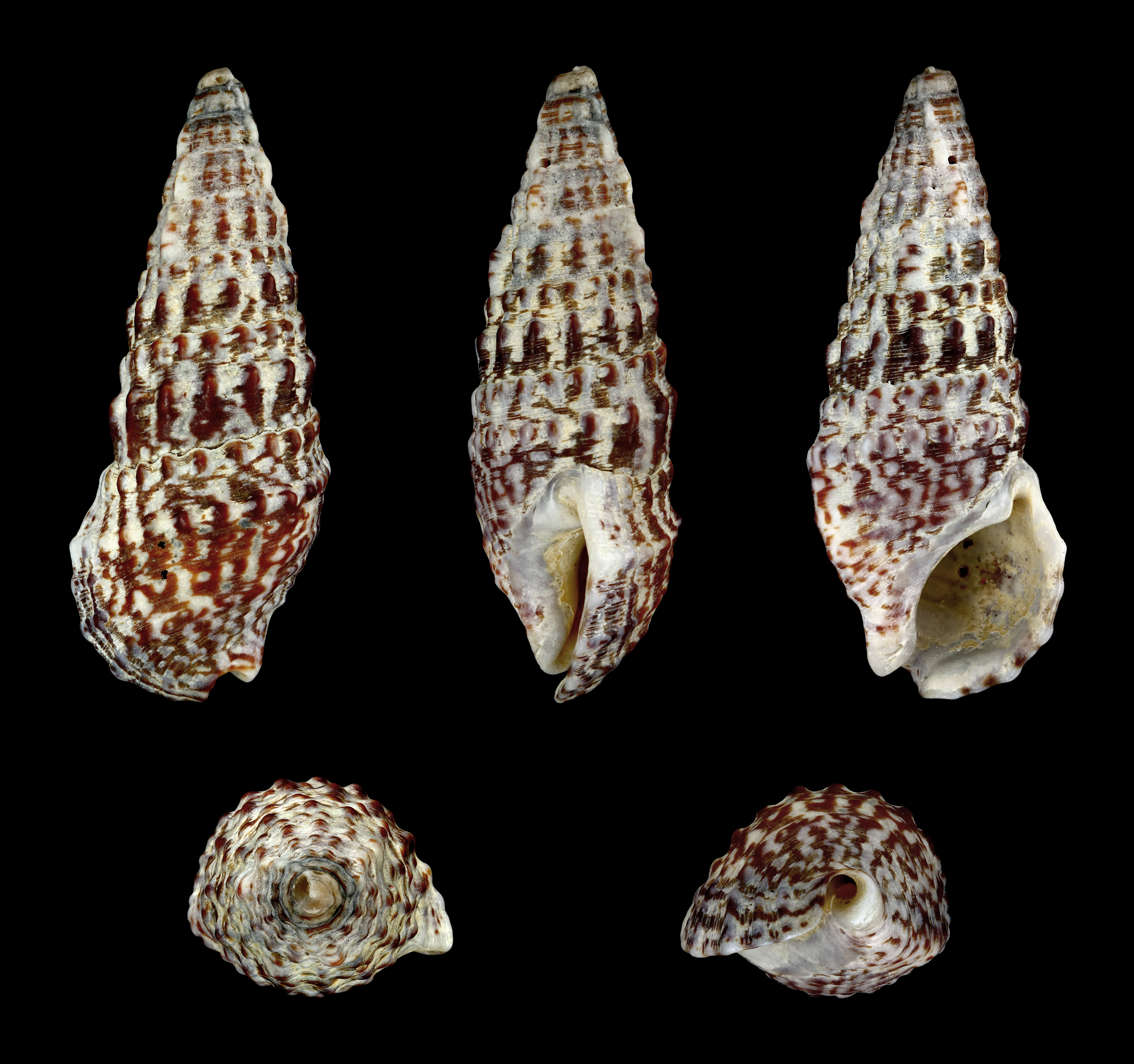
Cerithium vulgatum (Cerithiidae).
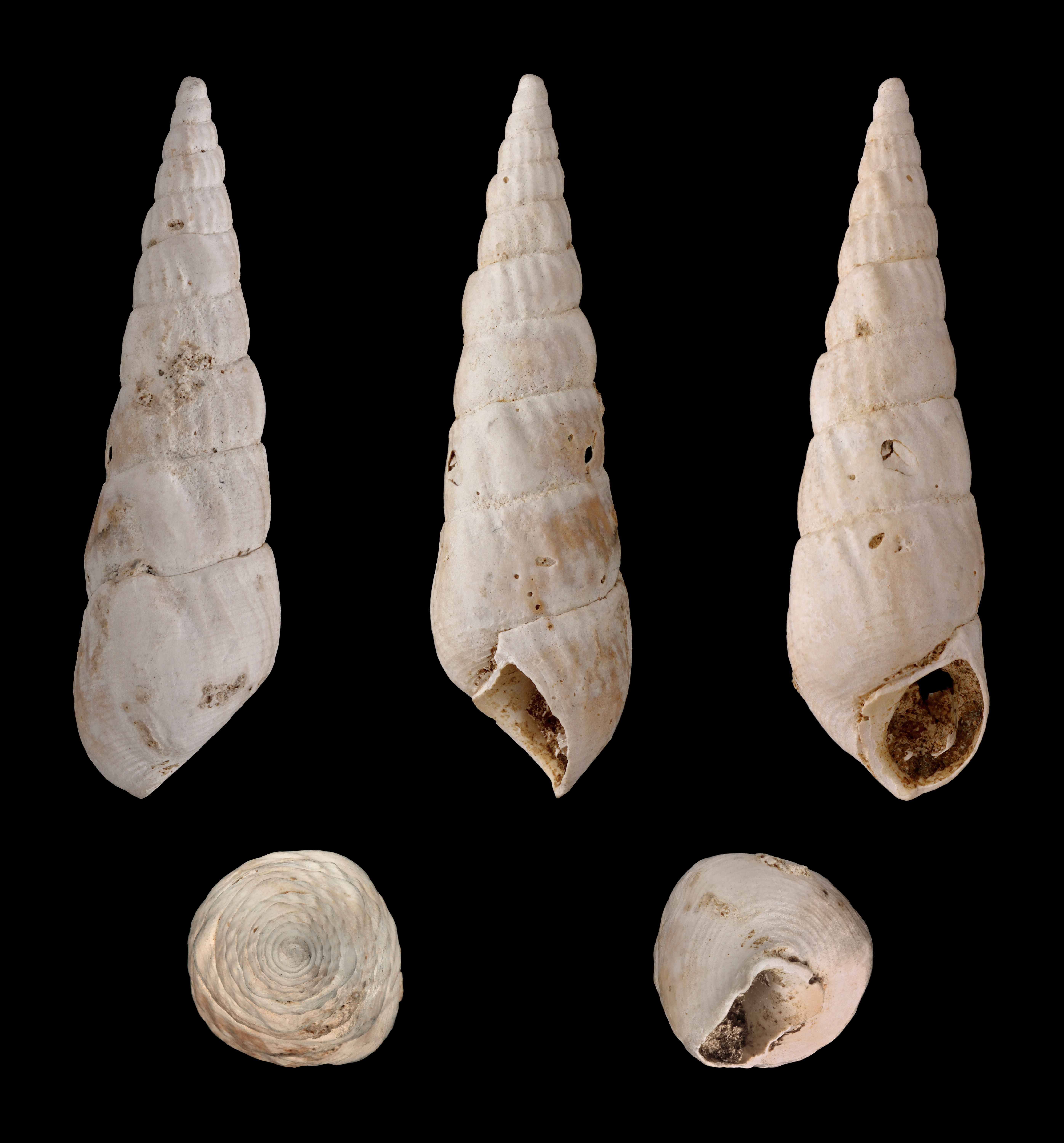
Diastoma costellatum (Diastomatidae).
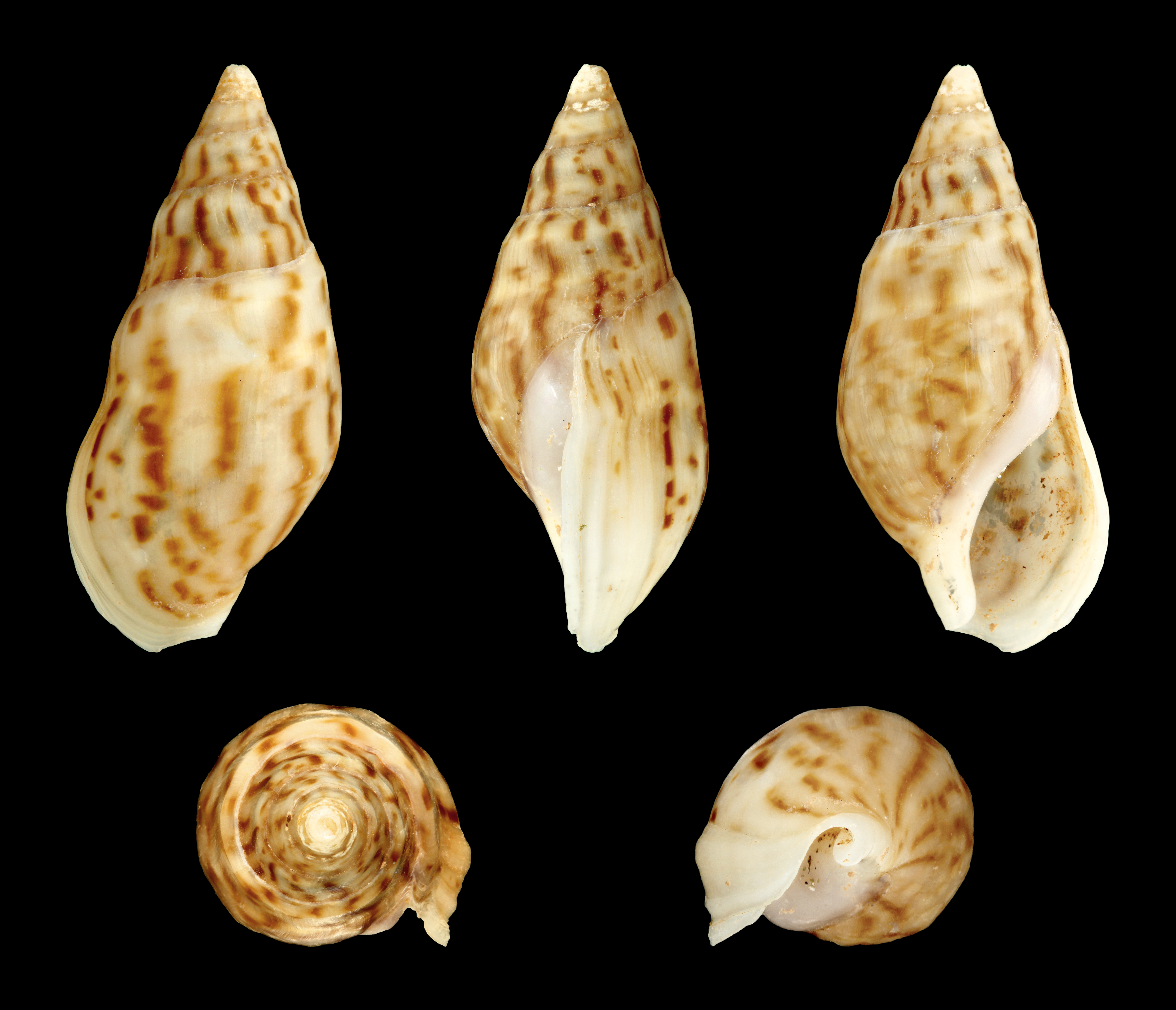
Melanopsis foleyi (Melanopsidae).
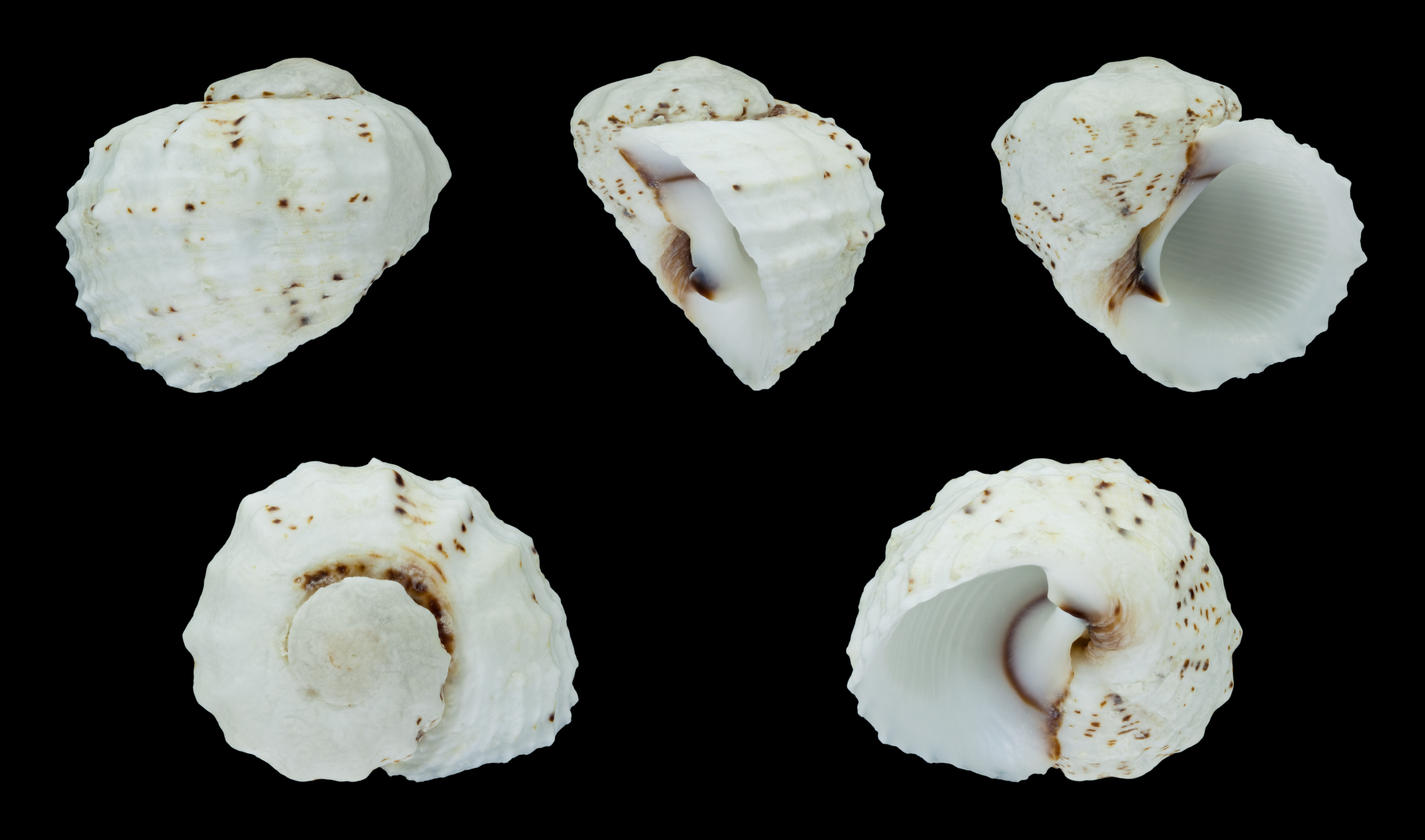
Indomodulus tectum (Modulidae).
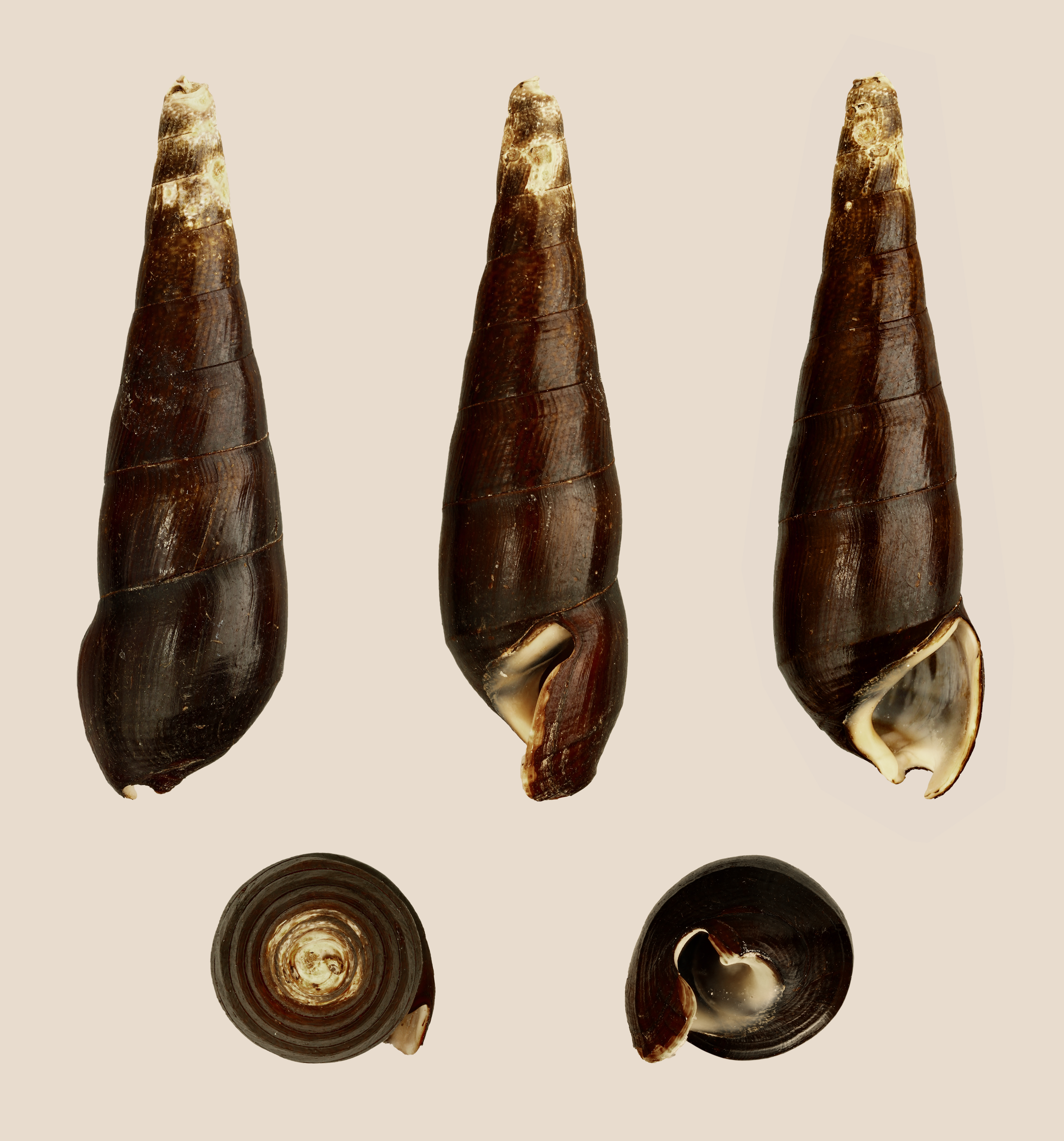
Faunus ater (Pachychilidae).
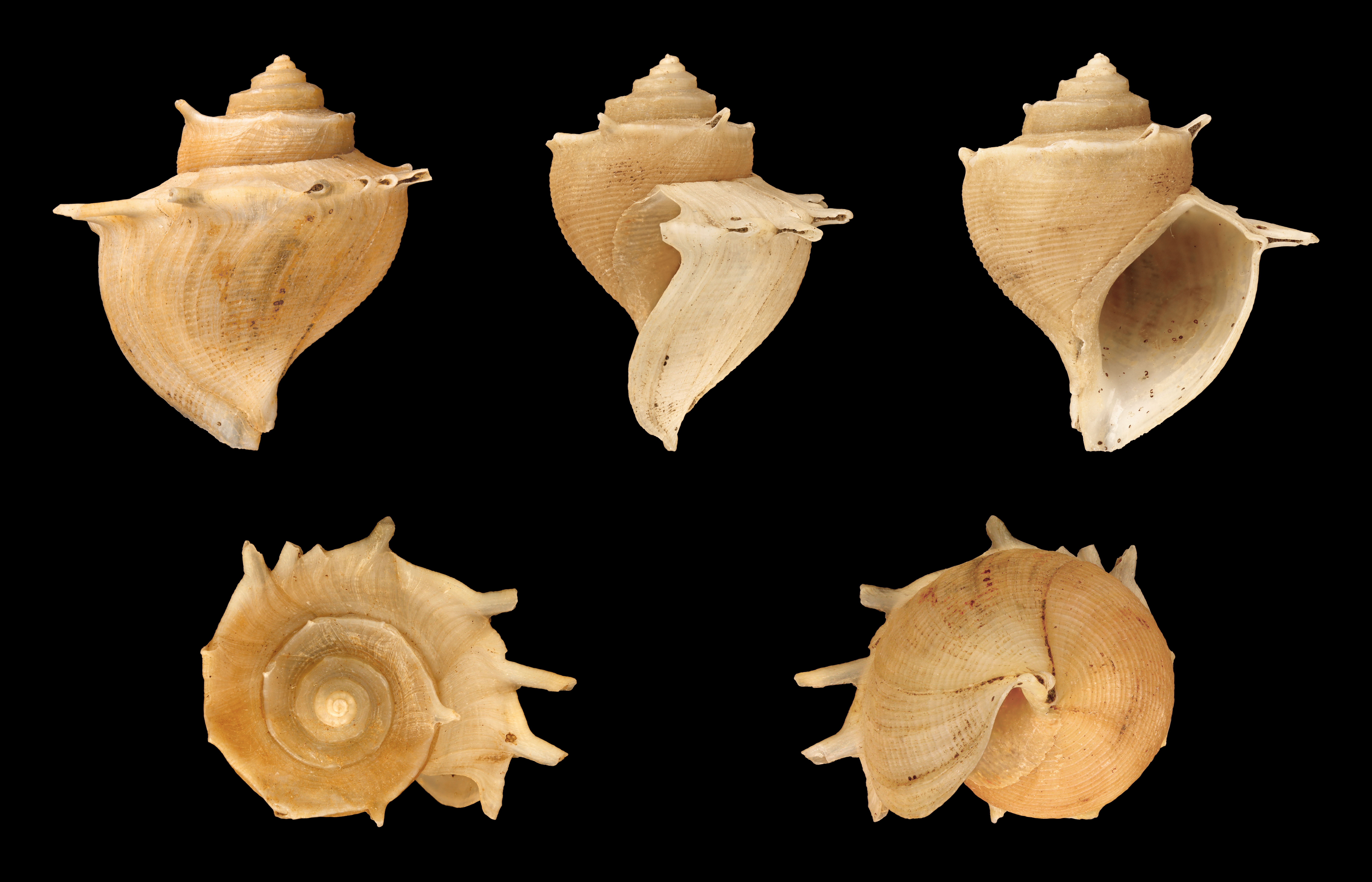
Tiphobia horei (Paludomidae).
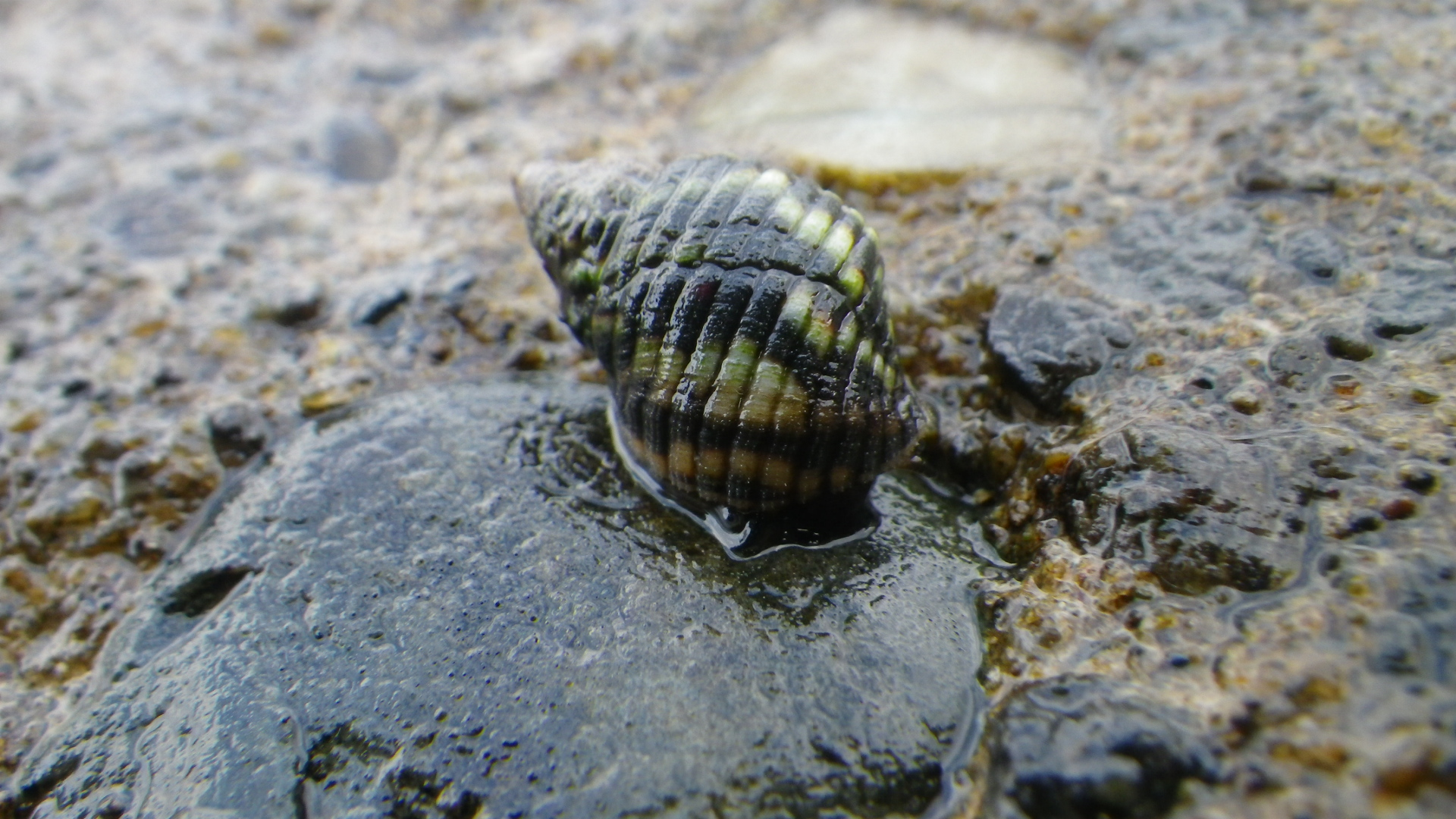
Planaxis sulcatus (Planaxidae).
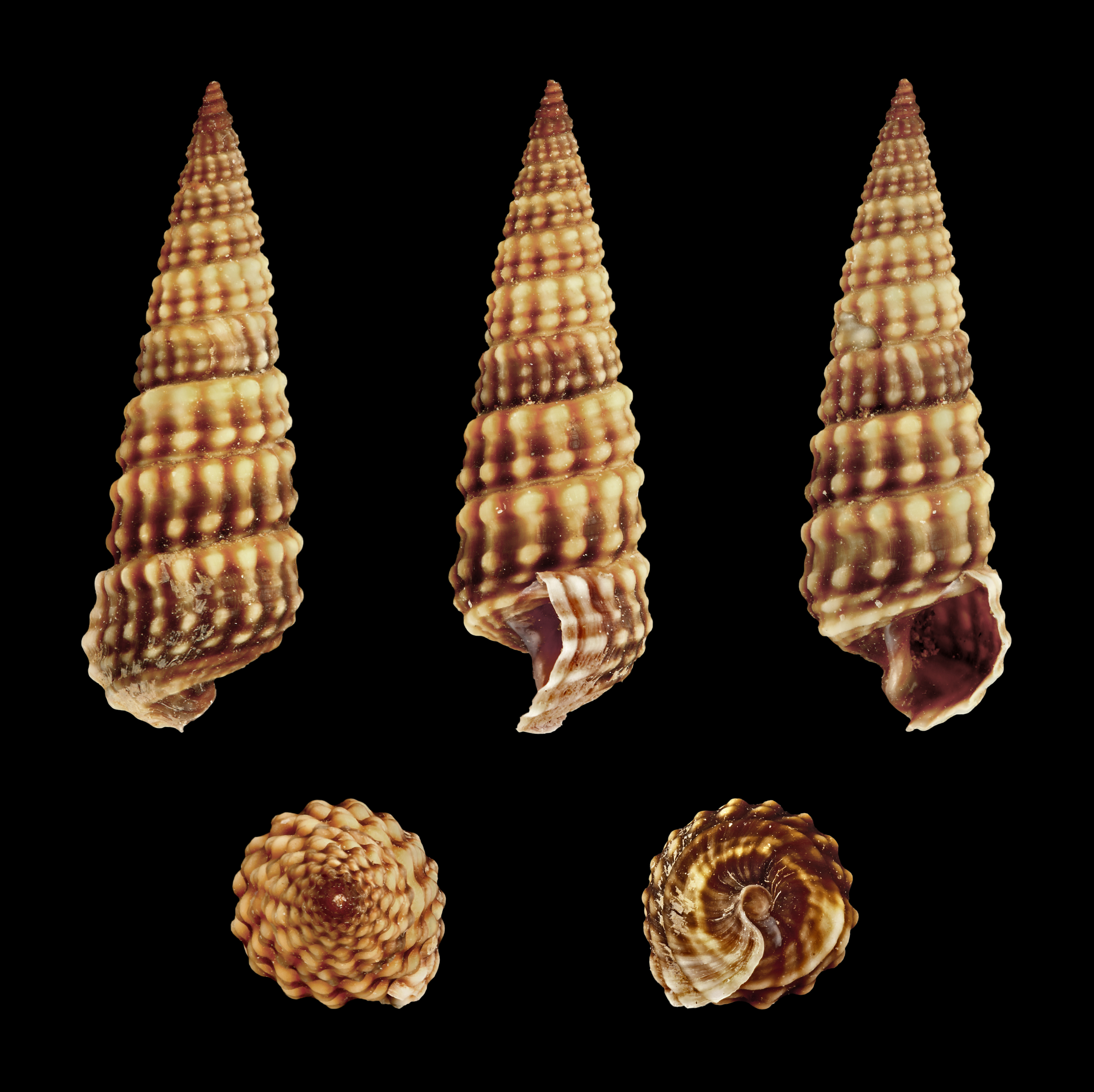
Potamides conicus (Potamididae).
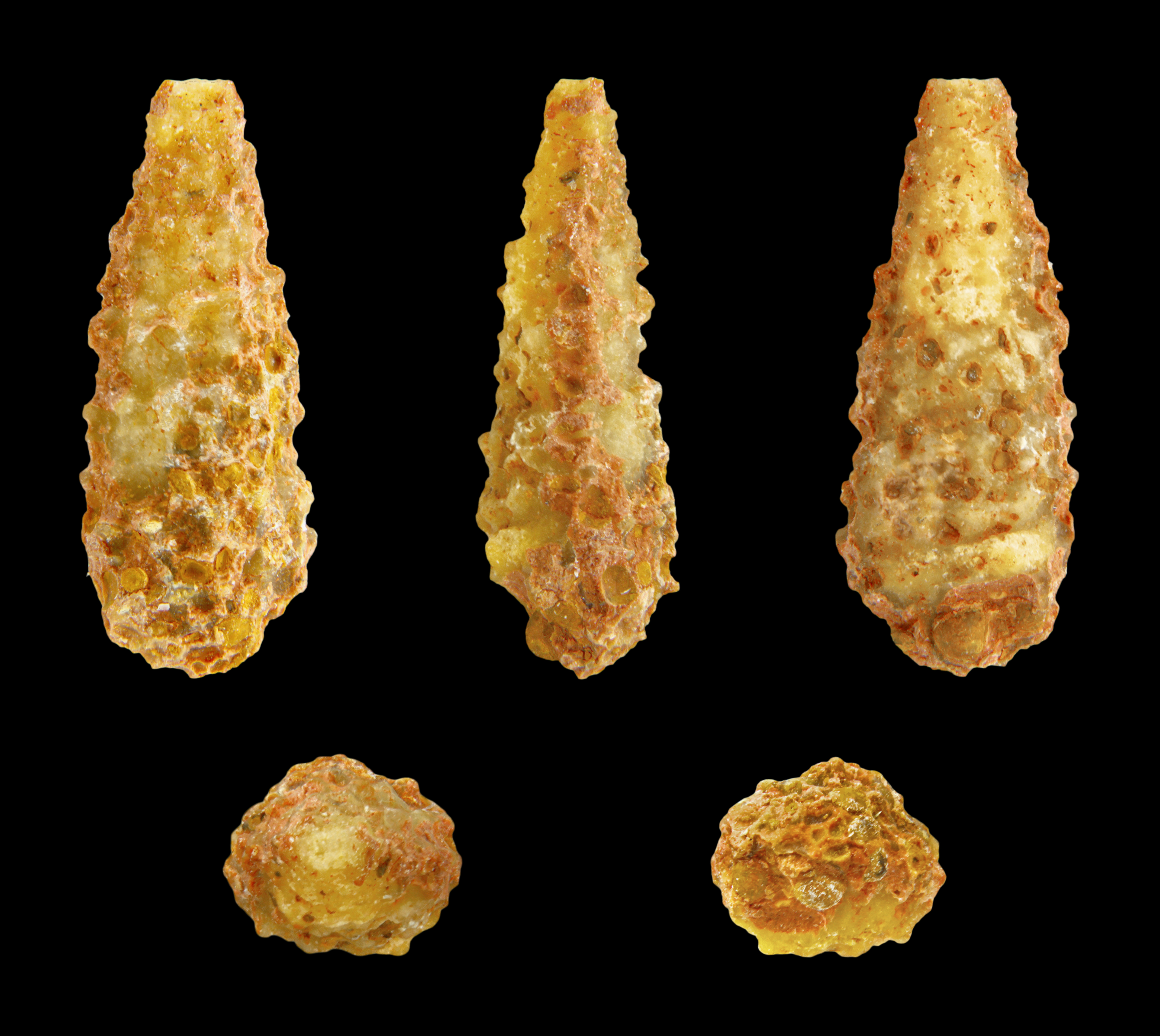
Rhabdocolpus muricatum (Procerithiidae).
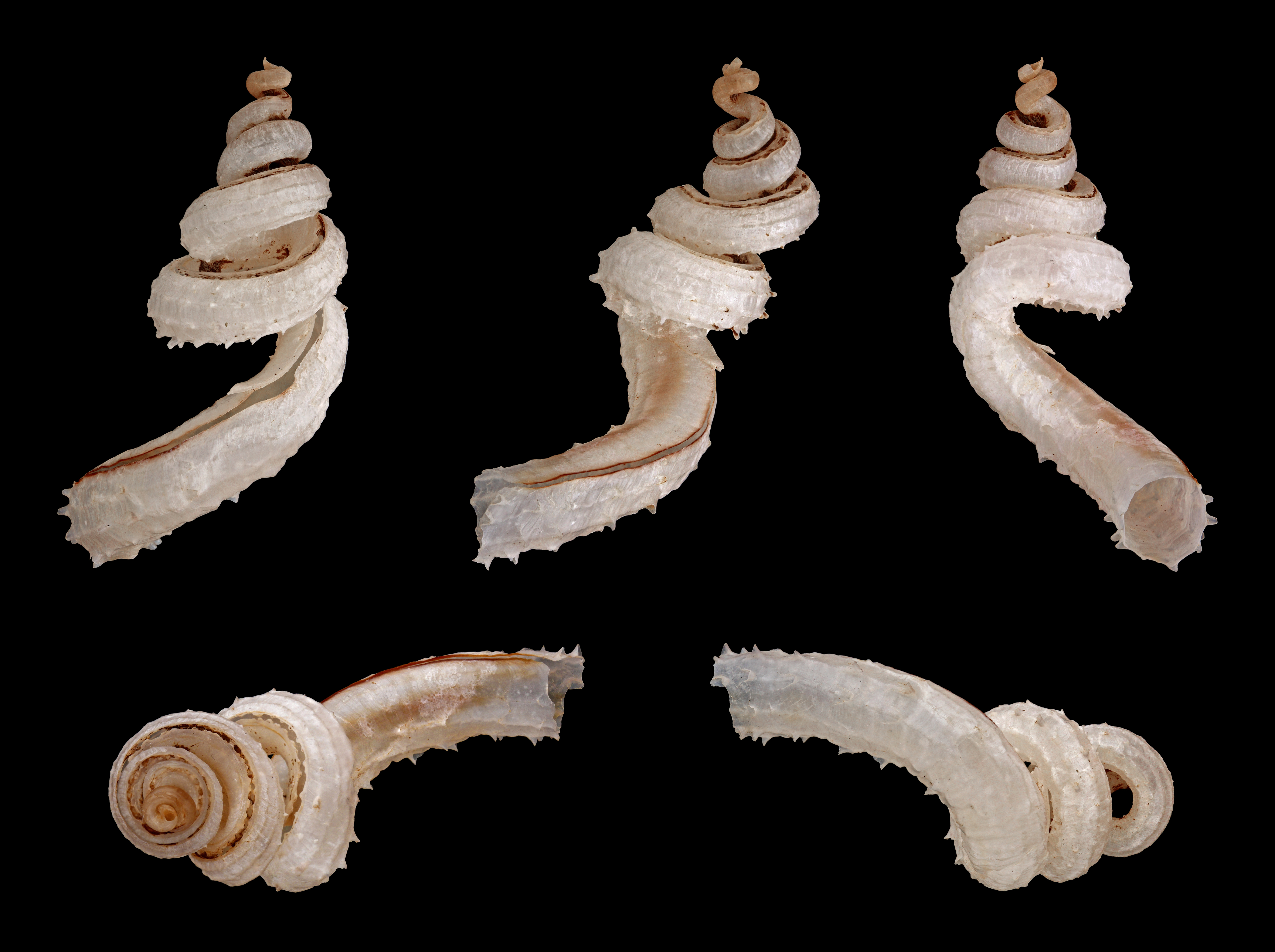
Tenagodus anguinus (Siliquariidae).
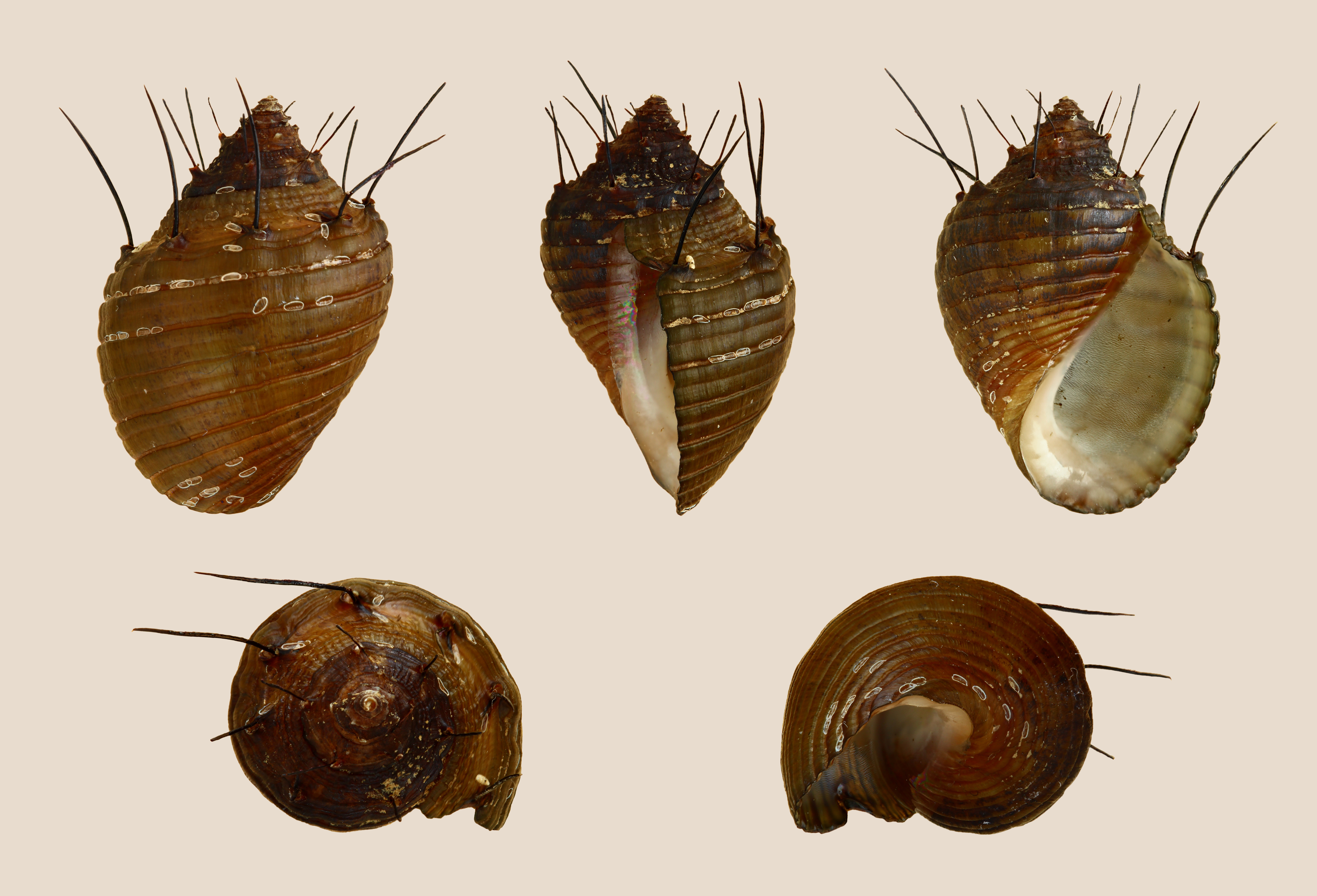
Thiara cancellata (Thiaridae).
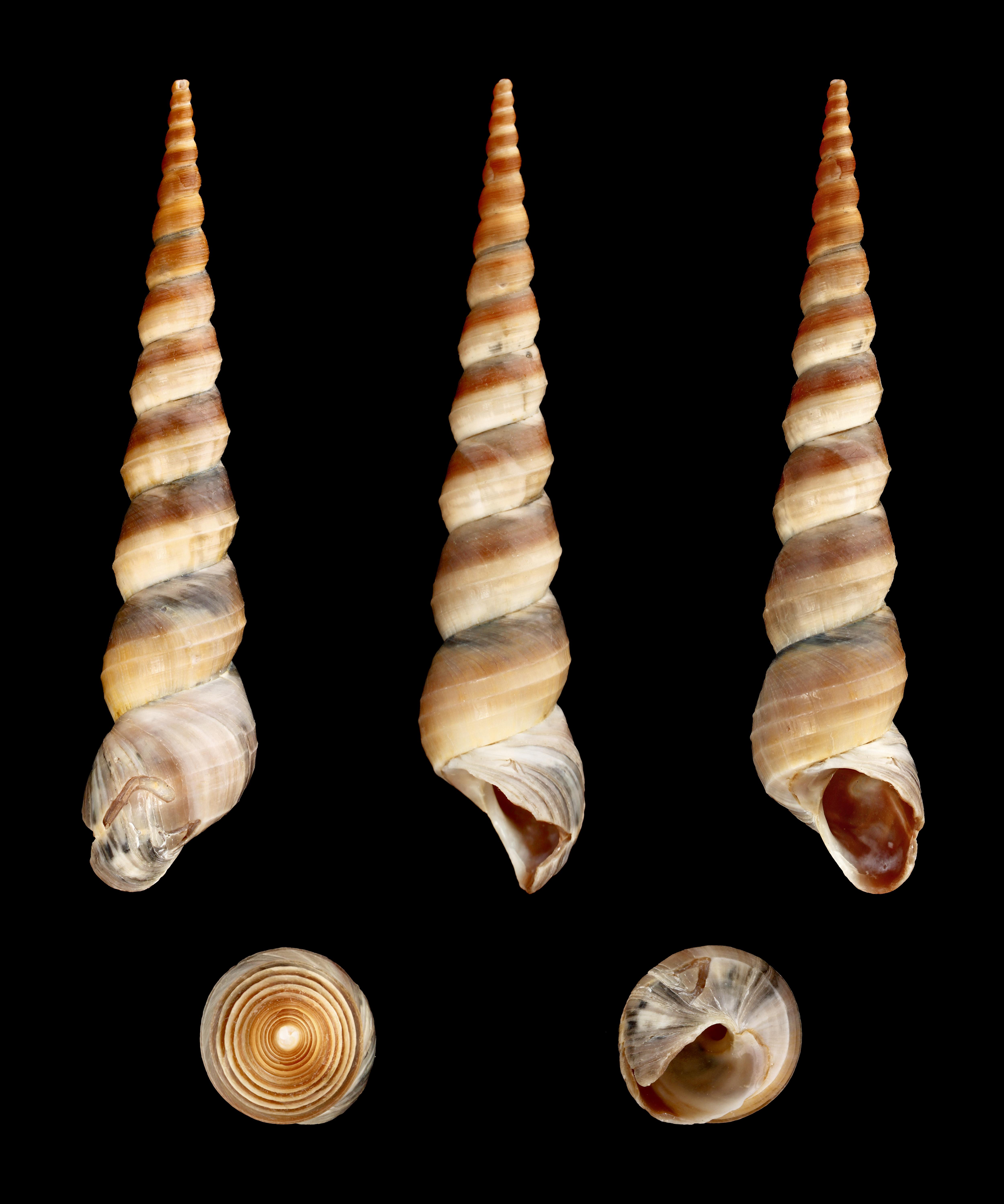
Turritella duplicata (Turritellidae).